# Gerena
Gerena és una localitat de la província de Sevilla, Andalusia, Espanya. L'any 2007 tenia 6000 habitants. La seva extensió superficial és de 129 km² i té una densitat de 45,2 hab/km². Les coordenades geogràfiques que té són 37° 31′ N, 6° 09′ O. Està situada a una alçada de 86 metres i a 26 kilòmetres de la capital de la província, Sevilla.

## Demografia
| 1998 | 1999 | 2000 | 2001 | 2002 | 2003 | 2004 | 2005 | 2006 | 2007 | 2008 |
| ---- | ---- | ---- | ---- | ---- | ---- | ---- | ---- | ---- | ---- | ---- |
| 5421 | 5450 | 5509 | 5534 | 5601 | 5720 | 5762 | 5827 | 5966 | 6016 | 6254 |